# 布魯克斯角 (威爾克斯地)
布魯克斯角（英語：Brooks Point）是南極洲的海岬，位於威爾克斯地，處於馬洛里角西北面9公里的文森灣西岸，根據美國海軍拍攝空中照片繪入地圖，現時由南極條約體系管理。